# 昆河
昆河。是越南中南沿海地區的一条河流。